# Hrubá Skála
Hrubá Skála là một làng thuộc huyện Semily, vùng Liberecký, Cộng hòa Séc.